# Shenzhou 14

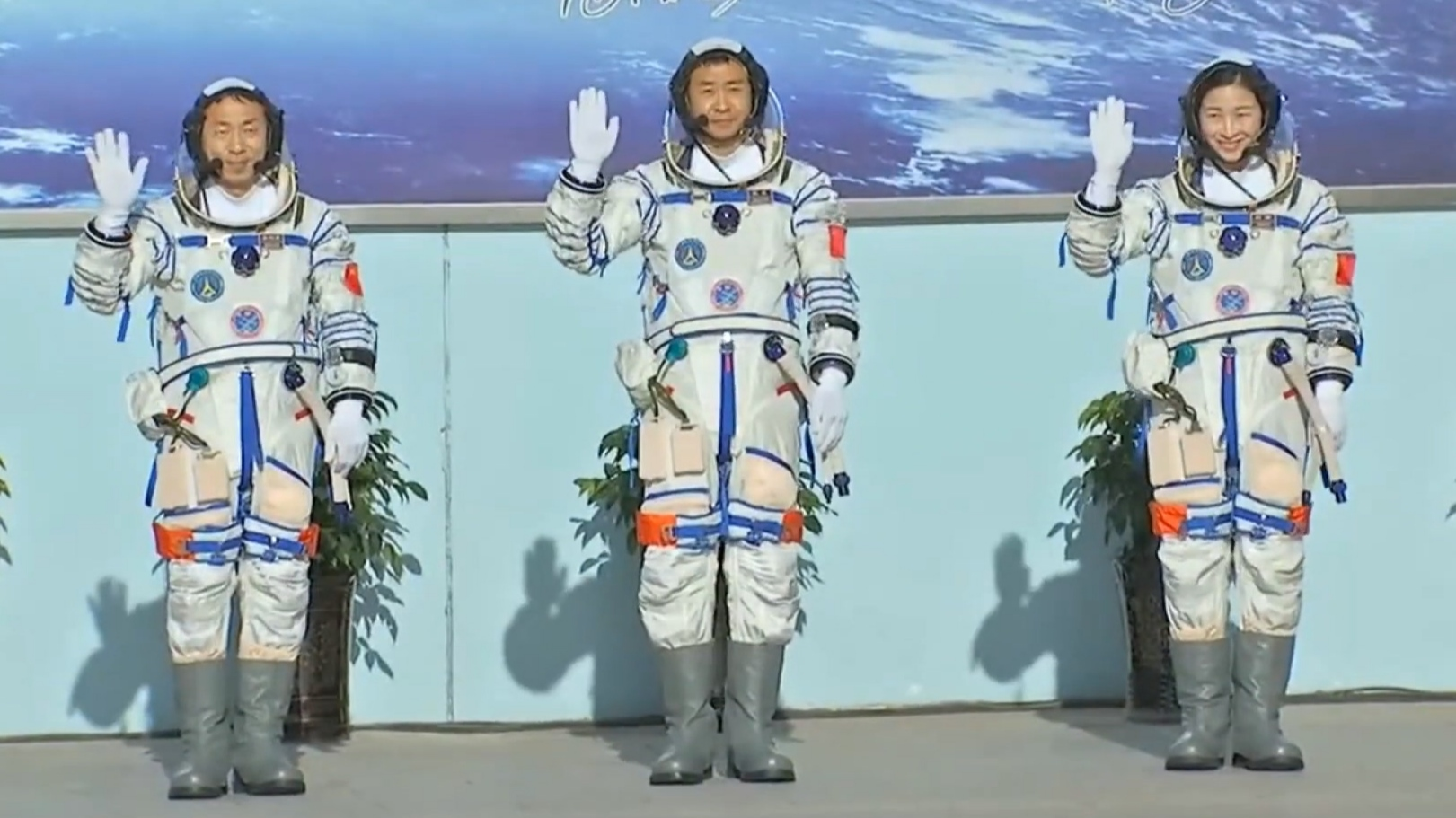
Bemanning Shenzhou 14

Shenzhou 14 (Chinees: 神舟十四號 / 神舟十四号, Hanyu pinyin: Shénzhōu Shísì Hào) was een Chinese ruimtevlucht die op 5 juni 2022 werd gelanceerd. De vlucht markeerde de negende bemande Chinese ruimtevlucht en de veertiende vlucht van het Shenzhouprogramma. Aan boord van het ruimtevaartuig waren drie taikonauten op de derde vlucht naar de Tianhe kernmodule, de eerste module van het Tiangong ruimtestation. Tijdens de Shenzhou 14 missie werd de basisconstructie van het ruimtestation afgebouwd door de koppeling van de Wentian en Mengtian modules. De ruimtevlucht was de tweede van een aantal missies met een duur van 6 maanden (180 dagen).

## Voorbereiding
Gedurende de Shenzhou 13 missie stond Shenzhou 14 gereed voor eventuele calamiteiten. Bij een noodgeval had Shenzhou 14 met een doorlooptijd van 8.5 dag gelanceerd kunnen worden. Op 9 mei 2022 werd als voorbereiding op de Shenzhou 14 missie de onbemande Tianzhou 4 vrachtbevoorradingsmissie naar het Tiangong-ruimtestation gestuurd. Net zoals bij eerdere Shenzhou-missies stond gedurende de Shenzhou 14 de draagraket inclusief ruimtevaartuig die gebruikt zou worden voor de volgende missie gereed voor noodgevallen. Als de Shenzhou 14 missie volgens planning verliep zou de Shenzhou 15 missie in december 2022 worden gelanceerd.

## Bemanning
| Positie         | Ruimtevaarder                   |
| --------------- | ------------------------------- |
| Commandant      | Chen Dong, CNSA 2e ruimtevlucht |
| Operator        | Liu Yang, CNSA 2e ruimtevlucht  |
| Systeemoperator | Cai Xuzhe, CNSA 1e ruimtevlucht |

## Lancering

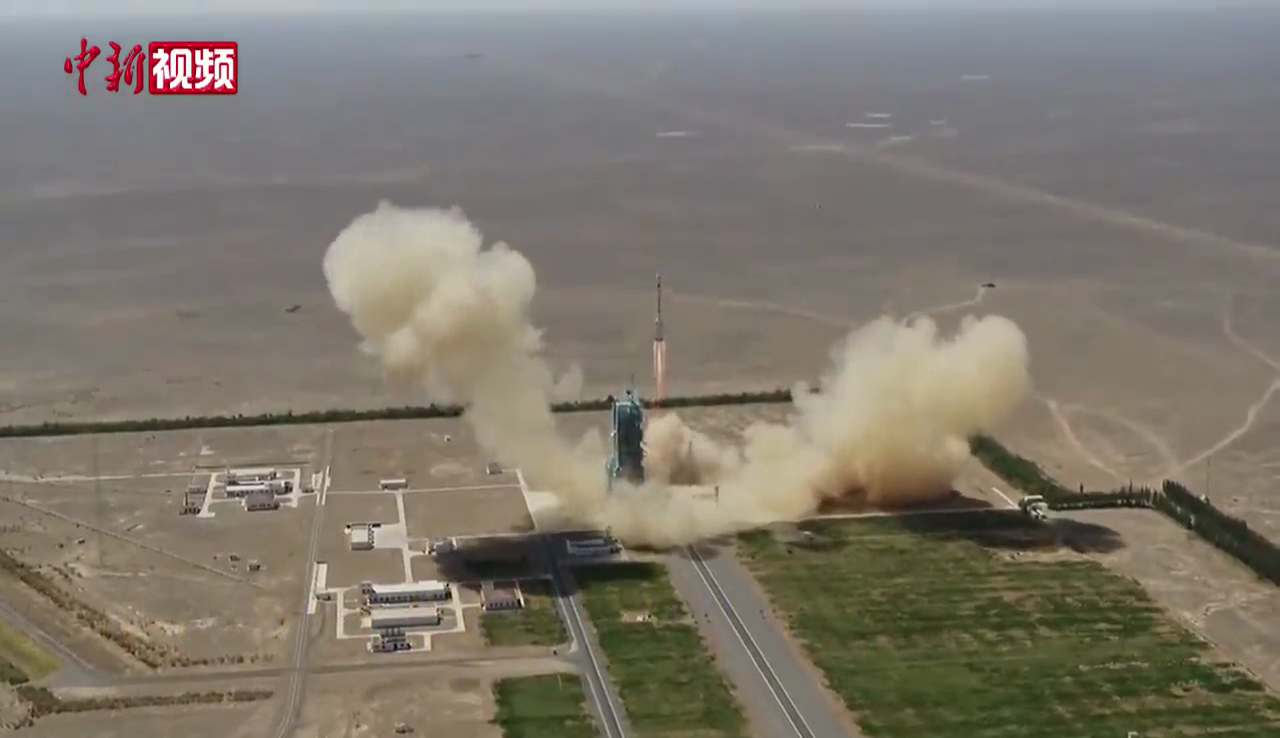
Lancering Shenzhou 14

De Shenzhou 14 missie werd op 5 juni 2022 02:44 UTC gelanceerd met een Lange Mars 2F draagraket vanaf lanceerbasis Jiuquan in de Gobiwoestijn. Na een vlucht van ongeveer 6 uur arriveerde Shenzhou 14 om 5:42 uur EDT (0942 GMT) bij Tianhe, de kernmodule van de in aanbouw zijnde ruimtestation Tiangong.
Op 24 juli 2022 werd de Wentian module gelanceerd met een Lange Mars (LM-5B) draagraket vanaf de lanceerbasis Wenchang. Wentian koppelde nog diezelfde dag om 19:13 UTC aan bij de Tianhe-module. De 22.5-ton zware Lange Mars centrale rakettrap keerde via een ongecontroleerde vlucht op 30 juli 2022 terug naar de Aarde en delen van de rakettrap kwamen terecht in de Indische Oceaan. De Mengtian module werd op 31 oktober 2022 gelanceerd.

## Missie
De eerste module voor Tiangong, de Tianhe-kernmodule, werd in april 2021 gelanceerd en heeft sindsdien drie vracht- en twee bemande missies ontvangen. Gedurende de Shenzhou 14 missie zijn twee nieuwe modules van meer dan 20 ton gearriveerd die zijn gekoppeld aan het ruimtestation, De Wentian werd in juli 2022 gelanceerd en de Mengtian module volgt in oktober 2022. Als de missie volgens plan verloopt zal het Tiangong vanaf deze missie permanent bemand blijven. Door de komst van de twee nieuwe modules zijn er genoeg koppelpoorten om gelijktijdig meerdere Shenzhou-schepen aangekoppeld te hebben en kan een commando overdracht in het ruimtestation plaatsvinden tussen de aankomst van Shenzhou 15 en het vertrek van Shezhou 14.

Verplaatsen van de Wengtian module

Op 30 september 2022 werd Wentian door de bemanning van Shenzhou 14 verplaatst van de poort aan de voorzijde naar de geplande permanente locatie aan Tianhe's stuurboordzijde waarbij gebruik werd gemaakt van een speciaal voor deze handeling gemaakt apparaat, die handeling verliep grotendeels automatisch. Door deze werkzaamheden kon de Mengtian module worden gekoppeld. Ook Mengtian is verplaatst naar de geplande locatie aan bakboordzijde nadat het zich bij het Tiangong-station had aangesloten. Mengtian werd op 31 oktober 2022 gelanceerd en arriveerde 13 uur later bij het ruimtestation. De basisconstructie van het Chinese ruimtestation werd op 3 november 2022 voltooid.

## Ruimtewandeling
Op 2 september 2022 werd de eerste ruimtewandeling vanuit de Wentian module door Chen Dong en Liu Yang uitgevoerd. De tweede wandeling van vier uur en twaalf minuten werd op 17 september 2022 uitgevoerd door Chen Dong and Cai Xuzhe. Tijdens die wandeling werden werkzaamheden aan de Wentian module uitgevoerd. Chen Dong and Cai Xuzhe maakten op 16 november de derde ruimtewandeling.

## Landing
Negen uur na het loskoppelen van het voltooide Tiangong-ruimtestation landde de  Shenzhou 14 capsule op 4 december 2022 in het Dongfeng-landingsgebied in de Gobi-woestijn in Binnen-Mongolië.

## Volgende missie
Het Tianzhou 4 vrachtschip ontkoppelde op 9 november 2022 zodat Tianzhou 5 kon worden aangemeerd. Na vertrek vanaf het Tiangong-ruimtestation en voorafgaand aan zijn gecontroleerde afdaling richting de Aarde heeft Tianzhou-4 een kleine satelliet vrijgegeven. De lancering van de Zhixing-3A-satelliet was niet aangekondigd maar werd onthuld door de bouwers van de cubesats en zijn serviceproviders en later in een baan om de aarde gevolgd door de United States Space Force (USSF).
Op 12 november 2022 werd het Tianzhou 5 vrachtschip gelanceerd vanaf de lanceerbasis Wenchang. Het vrachtschip leverde de noodzakelijke voorraden voor de Shenzhou 15 missie. Er is geen gedetailleerde uitsplitsing van de lading gepubliceerd maar Tianzhou 5 zal naar verwachting drijfgas voor het ruimtestation vervoeren samen met voedsel en voorraden voor de taikonauten. Ook worden vijf cubesats en vijf experimenten naar het Tiangong ruimtestation gebracht
De volgende bemande missie in het kader van het Shenzhouprogramma werd uitgevoerd door Shenzhou 15.
Ruimtevaartuig: Shenzhou · Tianzhou

Onbemand: Shenzhou 1 · Shenzhou 2 · Shenzhou 3 · Shenzhou 4 · Shenzhou 8

Bemand afgerond: Shenzhou 5 · Shenzhou 6 · Shenzhou 7 · Shenzhou 9 · Shenzhou 10 · Shenzhou 11 · Shenzhou 12 · Shenzhou 13 · Shenzhou 14 · Shenzhou 15 · Shenzhou 16 · Shenzhou 17 · Shenzhou 18

Bemand bezig: Shenzhou 19

Bemand gepland: Shenzhou 20 · Shenzhou 21

Gerelateerd: Tiangongprogramma · Tiangong 1 · Tiangong 2 · Tiangong ruimtestation · Lijst van bemande expedities naar het ruimtestation Tiangong · Lange Mars (raketfamilie) · Lanceerbasis Jiuquan